# Conehatta, Mississippi
Conehatta, Mississippi (енгл. Conehatta) насељено је место без административног статуса у америчкој савезној држави Мисисипи.

## Демографија
По попису из 2010. године број становника је 1.342, што је 345 (34,6%) становника више него 2000. године.
| Група             | 2000.       | 2010.       |
| Белци             | 156 (15,6%) | 207 (15,4%) |
| Афроамериканци    | 72 (7,2%)   | 85 (6,3%)   |
| Азијати           | 0 (0,0%)    | 1 (0,1%)    |
| Хиспаноамериканци | 15 (1,5%)   | 31 (2,3%)   |
| Укупно            | 997         | 1.342       |